# Margot Steinel
Margot Steinel (* 1964) ist eine deutsche Professorin der Ökotrophologie.
Von 1983 bis 1988 studierte sie Ökotrophologie an der Technischen Universität München in  Weihenstephan. Im Jahr 1992 promovierte sie hier auf dem Gebiet der Ökotrophologie. Von 1988 bis 1994 arbeitete sie am Lehrstuhl von Georg Karg. Im Jahr 1994 wurde sie zur Professorin für „Wirtschaft in der Hauswirtschaft“ an der Hochschule Anhalt in Bernburg (Saale) ernannt. Zu ihren Forschungsschwerpunkten gehört das Thema Qualität und Kosten hauswirtschaftlicher Dienstleistungen.